# Neotrichobia arizonensis
Neotrichobia arizonensis är en spindeldjursart som beskrevs av James P. Tuttle och Baker 1968. Neotrichobia arizonensis ingår i släktet Neotrichobia och familjen Tetranychidae. Inga underarter finns listade i Catalogue of Life.